# Paul Kiparsky
René Paul Viktor Kiparsky (ur. 28 stycznia 1941 w Helsinkach) – profesor językoznawstwa na Uniwersytecie Stanforda. Jest synem rosyjskiego językoznawcy i slawisty Valentina Kiparsky’ego.
Studiował na Uniwersytecie Helsińskim oraz Uniwersytecie Minnesota. Doktoryzował się w roku 1965 pod kierunkiem Morrisa Hallego w Massachusetts Institute of Technology. Tam też pracował w latach 1965–1984. Od 1984 wykłada na Uniwersytecie Stanforda.
Jego praca doktorska pt. Phonological Change („Zmiana fonologiczna”, 1965) oraz dalsze badania w dziedzinie językoznawstwa historycznego odegrały ważną rolę w kształtowaniu się podejścia do problematyki zmiany językowej z perspektywy językoznawstwa generatywnego. Jest twórcą teorii fonologii i morfologii leksykalnej (Lexical Phonology and Morphology – LPM) oraz uznanym badaczem indyjskiego gramatyka Paniniego.
W ostatnich latach jego praca ujęta jest w ramy teorii optymalności z elementami fonologii leksykalnej.
W roku 1985 otrzymał doktorat honoris causa Uniwersytetu w Göteborgu, w 2008 Uniwersytetu w Konstancji, a w 2010 Uniwersytetu Patraskiego. W ciągu swojej długiej kariery naukowej został również laureatem wielu innych prestiżowych nagród i wyróżnień.